# Aranda de Duero
Aranda de Duero este un oraș din Spania, provincia din Burgos (Castilia-Leon).